# 牛津大學亞洲與中東研究所

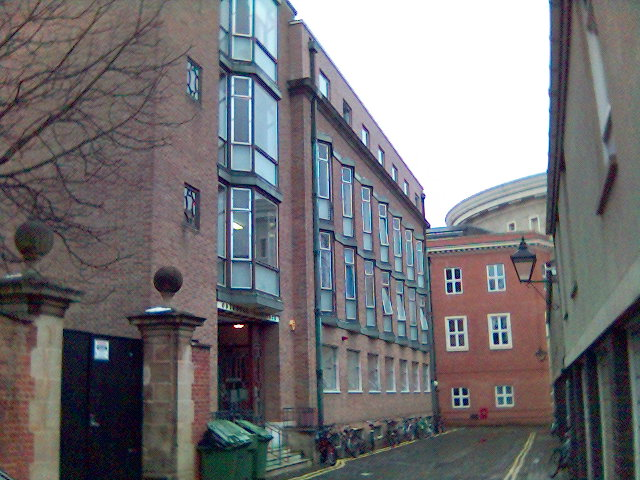
牛津大學東方研究所，背景是賽克勒圖書館的圓形大廳

亞洲與中東研究所（Faculty of Asian and Middle Eastern Studies）是英國牛津大學的一個研究所，是牛津大學東方研究系的主樓下轄一系列亞洲研究部門，包括現代及古代亞洲語言及文化。建築位於阿什莫爾博物館和賽克勒圖書館背後，不過東方研究系中也有一些部門的辦公室並不在該建築中。東方研究所在底層和地下室有自己的博物館。

## 外部連結
- Official website of the Oriental Institute Library
- Official website of the Oriental Institute （页面存档备份，存于）
- Griffith Institute, Ashmolean Museum （页面存档备份，存于）
- Oxford Centre for Hebrew and Jewish Studies, Yarnton Manor （页面存档备份，存于）
- Khalili Research Centre for Art and the Material Culture of the Middle East （页面存档备份，存于）
- Eastern Art Department, Ashmolean Museum （页面存档备份，存于）
- Nissan Institute of Japanese Studies （页面存档备份，存于）

51°45′21″N 1°15′39″W / 51.75583°N 1.26083°W